# Рачков, Леонид Тимофеевич
Леонид Тимофеевич Рачков (1928, Владимирская область — 14.02.1992) — бригадир слесарей-монтажников управления механизации треста «Ивспецстроймеханизация», Ивановская область, Герой Социалистического Труда.

## Биография
Родился в 1928 году в деревне Турово Суздальского района Владимирской области в крестьянской семье. В военные годы с 12 лет работал в колхозе за отца и старшего брата, воевавших на фронте. В 15 лет участвовал в областном слёте передовиков сельского хозяйства в Иваново, получил первую награду — премию.
В 1948 году осиротел, остался с младшей сестрёнкой и переехал в город Иваново к старшему брату. Стал работать вместе с ним в кузнице. Отслужив срочную службу в Советской Армии, вернулся в Иваново.
Работал в строительных организациях города, дополнительной к профессии кузнеца освоил специальности электрика, слесаря-сборщика. Стал работать на сборке-монтаже первых башенных кранов. Отдал этой профессии почти 20 лет.
С 1959 года работал Управлении механизации строительных работ, позднее управления механизации треста «Ивспецстроймеханизация» бригадиром слесарей-монтажников по монтажу башенных кранов.
Вскоре имя Л. Т. Рачкова было известно по всей области. Его бригаду посылали на самые трудные участки, где требовалось проявить смекалку, принять не ординарное решение. Например, в городе Заволжске на чрезмерно застроенной площадке его бригада демонтировала башенный кран, в нарушении всех инструкций ни сверху, а с основания. В другой раз в областном центре, он организовал перемещение крана на новую площадку без демонтажа, по рельсам, чем сэкономил немалые средства. За время работы внес много рационализаторских предложений. Член КПСС с 1961 года. В 1965 году награждён орденом Ленина.
Указом Президиума Верховного Совета СССР от 7 мая 1971 года за выдающиеся успехи, достигнутые в выполнении пятилетнего плана по капитальному строительству, внедрение новой техники и передовых методов организации труда Рачкову Леониду Тимофеевичу присвоено звание Героя Социалистического Труда с вручением ордена Ленина и золотой медали «Серп и Молот».
Со временем по состоянию здоровья ушёл из монтажников. До выхода на пенсию работал кузнецом в том же управлении.
Жил в городе Иваново. Скончался 14 февраля 1992 года. Похоронен на кладбище села Панеево Ивановского района.
Награждён двумя орденами Ленина, медалями.